# Pseudanthias cooperi
Pseudanthias cooperi es una especie de peces de la familia Serranidae en el orden de los Perciformes.

## Morfología
• Los machos pueden llegar alcanzar los 14 cm de longitud total.

## Hábitat
Es un pez  de mar de clima tropical y asociado a los  arrecifes de coral que vive entre 10-91 m de profundidad.

## Distribución geográfica
Se encuentra desde el África Oriental hasta Samoa, las Islas de la Línea, el sur del Japón